# Кольченки
Кольченки́ — село в Україні, в Опішнянській селищній громаді Полтавського району Полтавської області. Населення становить 5 осіб.

## Географія
Село Кольченки знаходиться за 0,5 км відселити Мисики та за 1 км від села Галійка.

## Історія
1859 року у козацькому хуторі налічувалось 11 дворів, мешкало 75 осіб (45 чоловічої статі та 30 — жіночої).